# Eduard Cychmejstruk
Eduard Mykołajowycz Cychmejstruk, ukr. Едуард Миколайович Цихмейструк, ros. Эдуард Николаевич Цихмейструк, Eduard Nikołajewicz Cichmiejstruk (ur. 24 czerwca 1973 w Makiejewce, w obwodzie donieckim, Ukraińska SRR) – ukraiński piłkarz grający na pozycji napastnika, a wcześniej pomocnika, reprezentant Ukrainy.

## Kariera piłkarska

### Kariera klubowa
Wychowanek Szkoły Piłkarskiej Szachtar Makiejewka. W 1991 rozpoczął karierę piłkarską w drużynie rezerwowej Szachtara Donieck. Następnie występował w klubach Wahonobudiwnyk Stachanow, Antracyt Kirowskie, Ełektron Romny, Medita Szachtarsk, FK Boryspol i Nywa Winnica. W 1994 został piłkarzem CSKA-Borysfen Boryspol, a po reorganizacji klubu w CSKA Kijów. W 2000 wyjechał zagranicę, gdzie bronił barw Lewskiego Sofia i Spartaka Moskwa. W 2002 powrócił do Ukrainy, gdzie podpisał kontrakt z Metałurhem Donieck. W następnym sezonie przeszedł do Illicziwca Mariupol. W rundzie jesiennej sezonu 2007/08 występował w Zorii Ługańsk. Karierę piłkarską zakończył w Worskłe Połtawa.

## Kariera reprezentacyjna
15 lipca 1998 roku debiutował w narodowej reprezentacji Ukrainy w przegranym 1:2 meczu towarzyskim z Polską. Łącznie rozegrał 7 gier reprezentacyjnych.

## Sukcesy i odznaczenia

### Sukcesy klubowe
- mistrz Bułgarii: 2001
- mistrz Rosji: 2001
- brązowy medalista Mistrzostw Rosji: 2002
- zdobywca Pucharu Rosji: 2003
- brązowy medalista Mistrzostw Ukrainy: 2003

### Sukcesy indywidualne
- wybrany do listy 33 najlepszych piłkarzy roku na Ukrainie: 1999 (nr 3)
- najlepszy piłkarz Mistrzostw Bułgarii: 2000